# Farges-lès-Chalon
Farges-lès-Chalon är en kommun i departementet Saône-et-Loire i regionen Bourgogne-Franche-Comté i östra Frankrike. Kommunen ligger i kantonen Chalon-sur-Saône-Nord som tillhör arrondissementet Chalon-sur-Saône. År 2022 hade Farges-lès-Chalon 819 invånare.

## Befolkningsutveckling
Antalet invånare i kommunen Farges-lès-Chalon
| Referens: INSEE |